# برامبتون (أونتاريو)

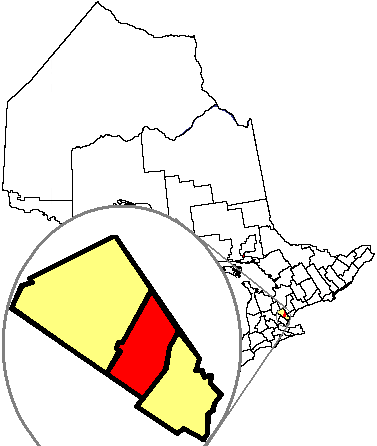
موقع برامبتون في مقاطعة أونتاريو

برامبتون (بالإنجليزية: Brampton)‏ بلدة كندية في مقاطعة أونتاريو من ضواحي تورونتو عاصمة المقاطعة.

## جغرافيتها
تبلغ مساحتها 266.71 كلم2 وعدد سكانها بحسب إحصائية سنة 2006 حوالي 433,806 نسمة بكثافة 1,626.5 نسمة/كلم2 ورمزها البريدي هو L6P-L7A وإحداثياتها هي 43°41′N 79°46′W.

## تعليم
- مجلس مقاطعة بيل المدرسي
- ميسيساغا

## أعلام
- مايكل سيرا
- باولو كوستنزو
- سيسيل سميث
- أنتوني بينيت
- جون سميث
- أتيبا هاتشينسون
- ديفيد هويليت
- روبرت سميث

## وصلات خارجية
- برامبتون (بالإنجليزية)

1. ↑  Canada 2021 Census، QID:Q42317745
2. ↑  GeoNames (بالإنجليزية), 2005, QID:Q830106
3. ↑   https://www.canadainternational.gc.ca/china-chine/bilateral_relations_bilaterales/twinning_relationships_relations_jumelage.aspx?lang=eng#cn-nav. {{استشهاد ويب}}: |url= بحاجة لعنوان (مساعدة) والوسيط |title= غير موجود أو فارغ (من ويكي بيانات) (مساعدة)